# Morenada (Uruguay)
Morenada fue una comparsa de candombe afrouruguaya fundada en 1953 en el conventillo Mediomundo del Barrio Sur de Montevideo. Con cinco décadas de actividad, se destacó dentro del estilo de candombe de "Cuareim".

## Historia
Morenada fue fundada y dirigida por los hermanos Juan Ángel, Raúl y Wellington Silva. Entre sus integrantes destacados se encuentran las vedettes Martha Gularte y Rosa Luna, la cantante Lágrima Ríos y el pintor Carlos Páez Vilaró.
En sus presentaciones en el Concurso Oficial obtuvo once primeros premios en los años 1955, 1959, 1963, 1964, 1967, 1969, 1981, 1982, 1985, 1986, 1987; ocho segundos premios en 1953, 1954, 1956, 1958, 1961, 1968, 1984 y 1989; y tres terceros premios en 1957, 1980, 1988. (Orbán: 127)
Se presentaron en escenarios internacionales como la inauguración del Mundial de Fútbol de 1974 y el Festival de Música y Danza Latinoamericana en Perú.
Morenada tuvo su última participación en Llamadas en el año 2004. Su legado continuó a través de la comparsa Cuareim 1080, fundada en 1999 por Waldemar Silva y su esposa Margarita Barrios.